# 투혼 (2011년 영화)
"투혼"은 2011년에 개봉한 대한민국의 영화이다.

## 캐스팅
- 김주혁 : 윤도훈 역
- 김선아 : 오유란 역
- 오재무 : 윤동철 역
- 전민서 : 윤유리 역
- 박철민 : 박채문 역
- 이호연 : 영만 역
- 윤현민 : 상태 역
- 송율규 : 느림보 역
- 강승완 : 트라우마 역
- 고인범 : 감독 역
- 김기호 : 투수코치 역
- 이선호 : 신부 역
- 강예빈 : 바람녀 역
- 이미도 : 빵집 이양 역
- 박지연 : 빵집 박양 역
- 김우진 : 주치의 역
- 이상혁 : 팀닥터 역
- 김학준 : 이팀장 역
- 임일규 : 수술실 의사 역
- 권철 : 초등학교 야구부감독 역
- 전성애 : 유란엄마 역
- 변정현 : 롯데선수 변정현 역
- 안태영 : 삼성선수 진성민 역
- 이규섭 : 롯데VS삼성 야구선수들 역
- 손숙 : 국수집 할매 역 (특별출연)
- 신성록 : 강대현 역 (특별출연)
- 박준면 : 뚱뚱한 간호사 역 (특별출연)